# Konsul Perssons villa
Konsul Perssons villa, även känd som Essenska villan, var på sin tid den största privatbostaden i Helsingborg. Den byggdes 1848 för greve Gustav von Essen efter ritningar av den tyskfödde arkitekten Gustav Friederich Hetsch och låg då mycket naturskönt i stadens södra utkant. Sitt nuvarande namn fick byggnaden efter den framstående företagaren och politikern, konsul Nils Persson, som bodde i villan från 1883 till sin död 1916. Dennes son, Ivar P:son Henning, flyttade därefter in. Han donerade villan 1923 till Helsingborgs stad. Därefter har villan bland annat använts som kontor för Affärsverken, sjuksköterskeskola och senare musikskola. Numera används byggnaden av det kommunala bolaget Helsingborgs Arena och Scen AB och Kulturförvaltningen i Helsingborgs stad. Villan byggnadsminnesmärktes 1967, och märkningen förtydligades och utökades 2001.

## Arkitektur
Byggnaden är belägen sydost om korsningen Södergatan–Södra Storgatan och Bergaliden–Trädgårdsgatan, något indragen från gatan, omgiven av en lummig park. Framför byggnaden ligger en öppen grön plats mot Södergatan med ett centralt placerat springvatten i gräsmattan. Bakom villan reser sig abrasionsbranten landborgen och i en ravin i denna leder en gångstig upp genom vad som tidigare var villans trädgård.  
Själva villan är uppförd i senklassicistisk stil och har inte förändrats avsevärt sedan uruppförandet. Byggnadskroppen är sammanhängande och kubisk med endast ett fåtal utskjutande delar: en mittrisalit på fram- och baksidorna och en uppglasad verandautbyggnad i söder. Byggnaden är i tre våningar, med fasader av gulvit slätputs, som vilar på en källarvåning med rusticerade kvaderstenar med små källarfönster. Ovanför denna ligger en sockelvåning med mer elegant utformade kvaderimitationer och stickbågade fönsternischer. Gränsen mellan källar- och sockelvåningarna samt sockelvåningen och de övre våningarna är markerade med gesimser. Gördelgesimsen, som skiljer sockelvåningen och den andra våningen, är profilerad och utförd med meanderutsmyckning. Andra våningen är utformad som en piano nobile, en representationsvåning enligt italienskt mönster, med högre fönster markerade av profilerade överstycken och smidesjärnräcken. Fasaden på andra och tredje våningarna är slätputsad. Tredje våningens fönster är en aning mindre och endast mittpostfönster, medan de två nedre våningarna har korspostfönster. Över dessa ligger en takgesims med en underliggande fris bestående av medaljonger med stjärnmönster.
Över entrén på huvudfasaden ligger ett entréparti uppburet av doriska kolonner med stenbalustrad och ovanpåliggande balkong med räcken i smidesjärn. Mittrisaliten avslutas högst upp av ett genombrutet takräcke. Den södra verandan sträcker sig till den andra våningen och är uppförd helt i gjutjärn, vilket tillåter den att ha mycket stora fönsterytor som utnyttjats genom stickbågiga fönster i sockelvåningen och rundbågiga fönster i representationsvåningen. Taket är ett valmat, lågsluttande koppartak med murade skorstenar i vardera krön.

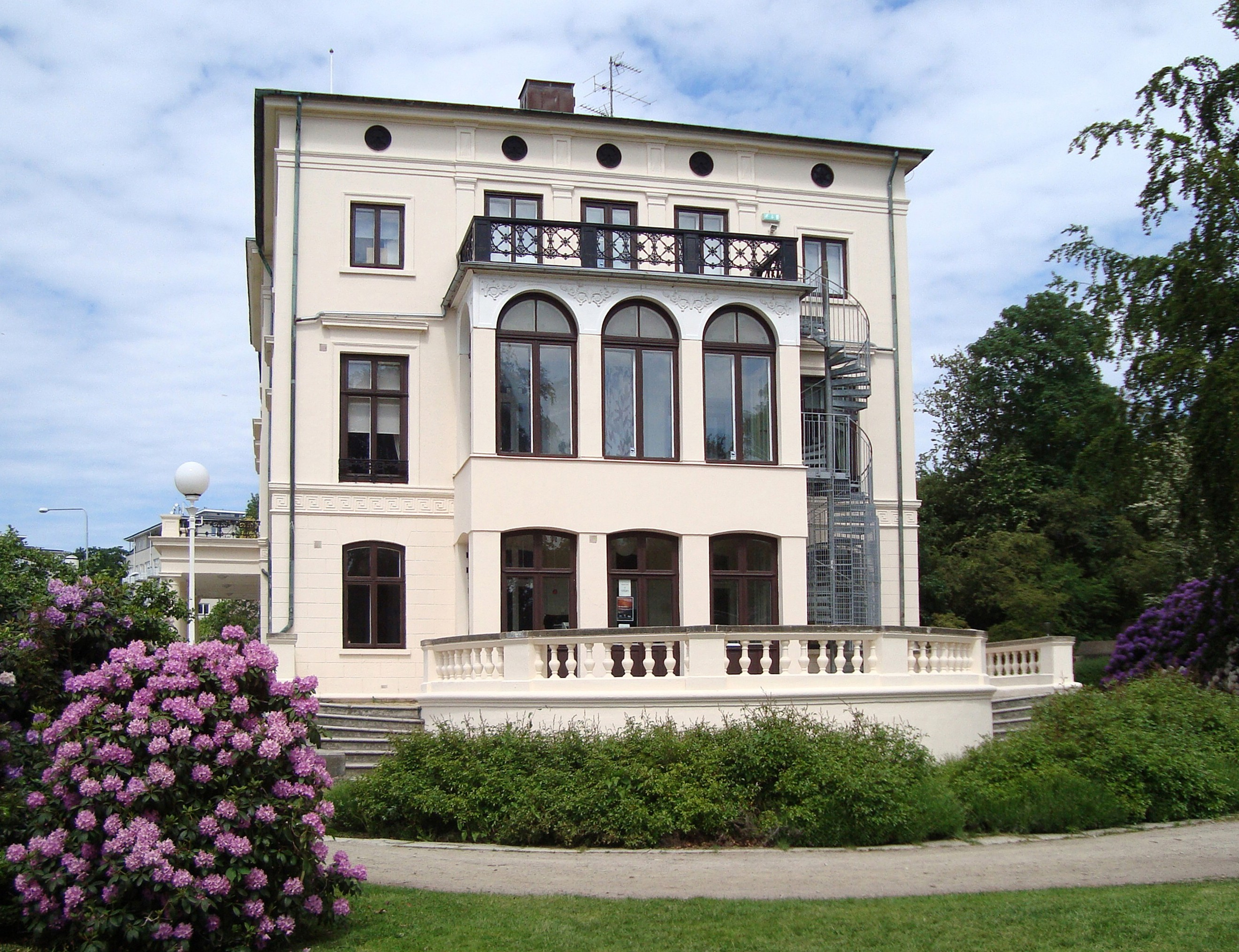
Södra fasaden.
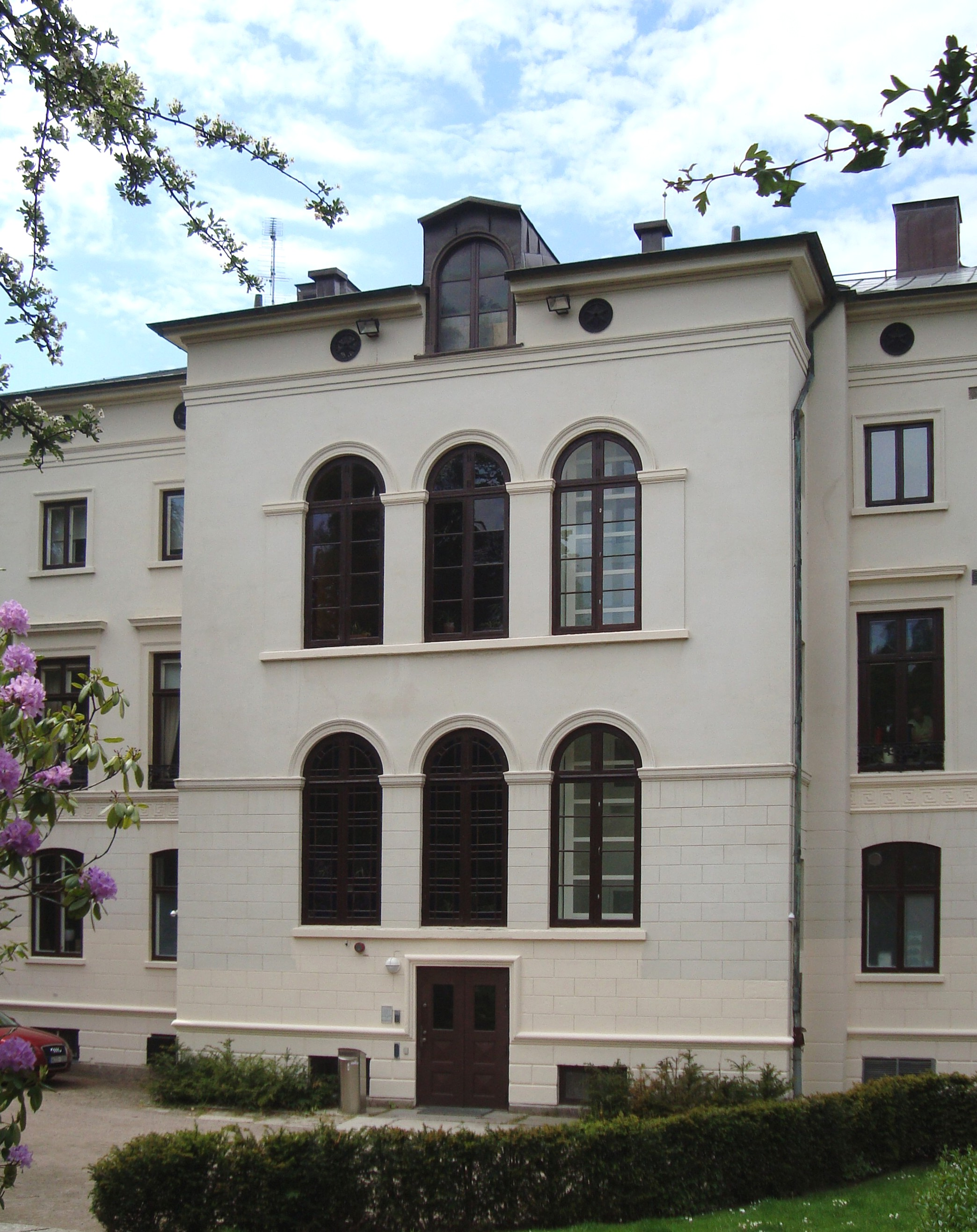
Östra fasaden.
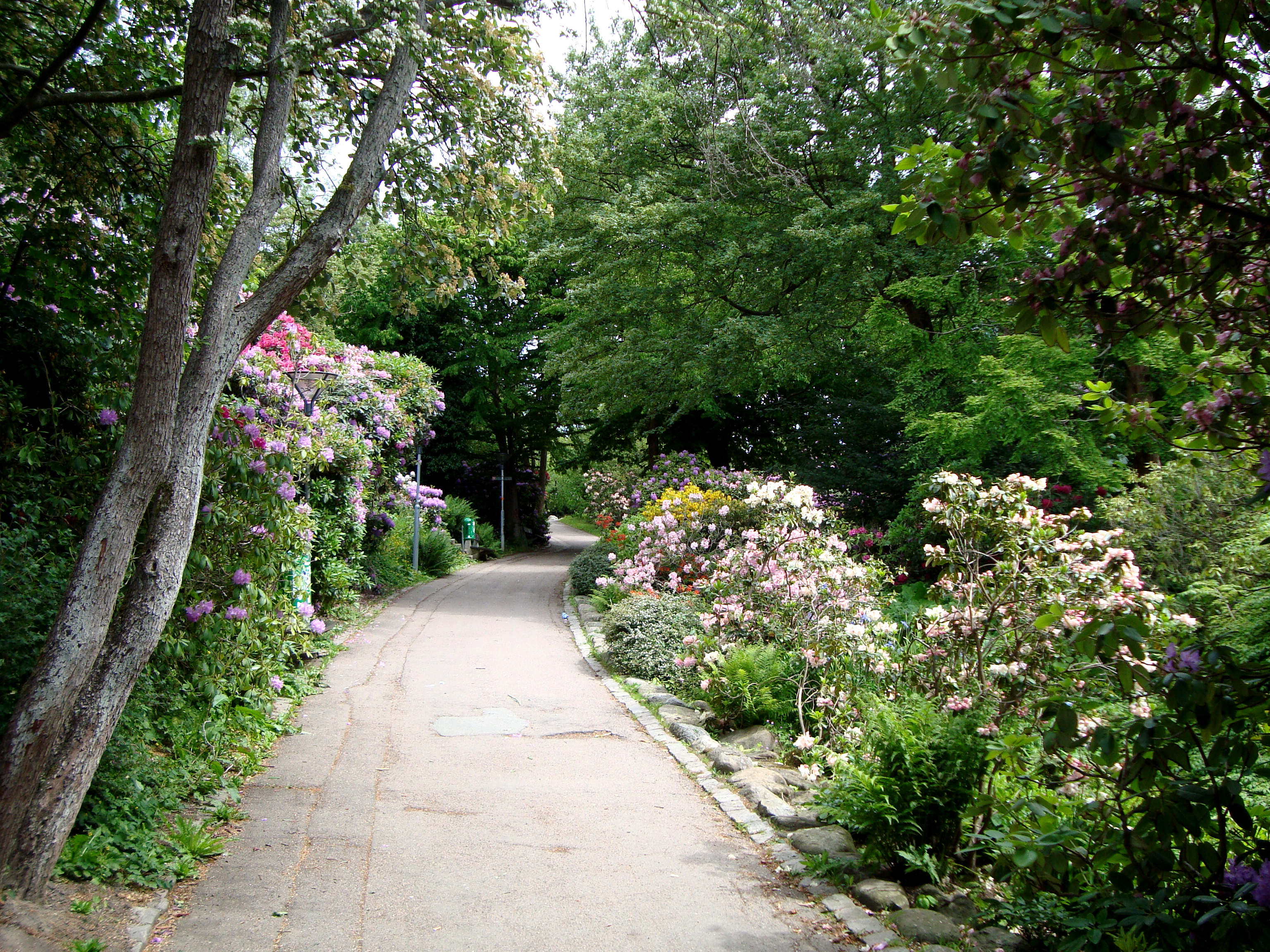
Trädgården bakom villan.

## Nuvarande verksamhet
Stadens Kulturförvaltning
Sedan 2021 finns ledningen för stadens Kulturförvaltningen och stabsfunktioner i Konsul Perssons villa. Kulturförvaltningen arbetar på uppdrag av stadens Kulturnämnd. Det handlar om att utveckla och främja kulturupplevelser, kunskap och bildning som bidrar till nya insikter, reflektion och god livskvalitet.Kulturen ska utvecklas i hela Helsingborg så den möter invånarnas behov av kulturupplevelser, kunskap och bildning där de vistas och bor, samt öka delaktigheten i kulturlivet. Staden följer Kulturprogrammet, det politiska styrdokumentet för kulturen i Helsingborg 2025 – 2028, antaget av kommunfullmäktige i Helsingborg i oktober 2024. Programmet är utarbetat i bred samverkan med det lokala kulturlivet, akademin, näringslivet, kommunala och regionala förvaltningar och inte minst, helsingborgarna.
Stadens kulturprogram bygger på tre utvecklingsområden som syftar till att ta tillvara Helsingborgs möjligheter inom kulturområdet: Hela Helsingborg, Helsingborg i världen samt Helsingborg skapar och producerar.De verksamheter som ingår i kulturförvaltningen är:
- - Helsingborgs Konsthall och Dunkers Scener
  - Helsingborgs Kulturskola
  - Helsingborgs museum med (på Dunkers kulturhus, Kulturmagasinet, Fredriksdals friluftsmuseum och Kärnan)
  - Dunkers kulturhus
  - Helsingborgs bibliotek
  - Kulturutveckling  som arbetar med offentlig konst och kulturutveckling.
  - BostHBG - en del av Film i Helsingborg

## Historia

### Villans tillkomst

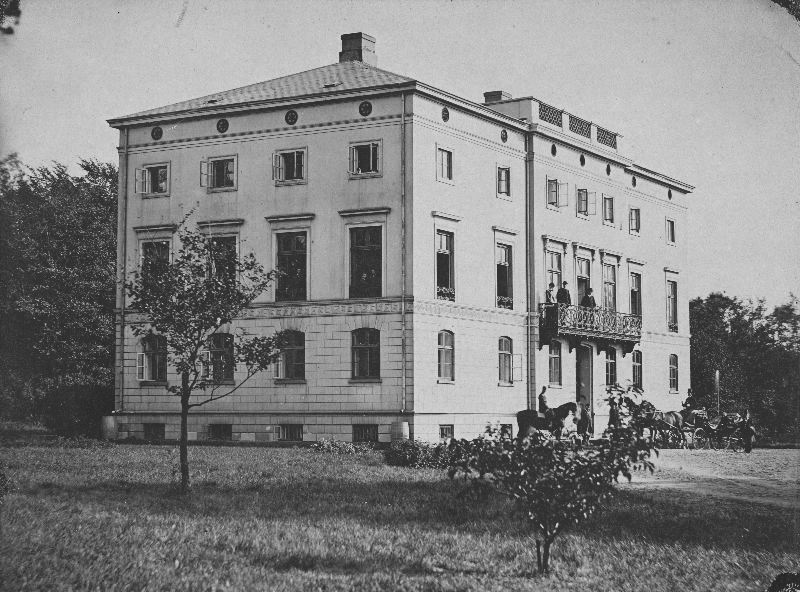
Bild på villan från före ombyggnaden 1884, då den fortfarande var i sitt uruppförande.

Greve Gustav von Essen kom till Helsingborg 1839 efter att ha utnämnts till major vid Skånska husarregementet. Tidigare hade han haft en karriär vid hovet i Stockholm där han bland annat varit kammarherre och hovstallmästare. Sin första tid i Helsingborg hyrde han in sig i gården i tomterna 125 och 126, belägen vid hörnet av Kullagatan och Hästmöllegränden. Så småningom ville han däremot skaffa sig en mer ståndsmässig bostad, och förvärvade därför 1847 en liten tomt belägen strax utanför den dåvarande södra tullen, öster om den landsväg som ledde till Landskrona och som senare kom att bli Södergatan. Han ägde redan ett flertal tomter i området, bland annat den i söder intilliggande tomt nr. 234, även kallad "Stampen", tomt nr. 233 belägen en bit längre söderut och en stor del av den så kallade "Tobakslyckan". Vid 1800-talets början hade det på tomten legat ett envåningshus omgärdat av ett stengärde. Ritningarna hade von Essen klara, de hade ritats redan 1846 av professorn vid den danska Kunstakademien i Köpenhamn, Gustav Friederich Hetsch. Hetsch var en av senklassicismens stora förespråkare och huset fick sitt utseende därefter.
Originalritningarna är bevarade i Kunstakademiets arkiv där man kan se att byggnaden från början var tänkt att vara större, med fyra i hörnen liggande, tornliknande flygelbyggnader med valmade pyramidtak, tänkta att sträcka sig till den andra våningen. Detta blev dock inte av då von Essen ansåg det bli alldeles för dyrt. De slutliga originalritningarna är bevarade i Helsingborgs museers arkiv på Kulturmagasinet.
År 1848 utsågs von Essen till chef för Skånska husarregementet och samma år stod villan klar. Tillsammans med sin fru – den Londonfödda friherrinnan Ida Mary von Rehausen – och sex barn flyttade von Essen in i den nya bostaden. Huset var utan jämförelse den största privatbostaden i Helsingborg under en lång tid.

### Beskrivning runt 1850
Genom ett brandförsäkringsbrev från 1850 kan man få en bra bild av hur villans interiör kan ha sett ut vid denna tid. Källarvåningen utgjordes av ekonomiutrymmen med köket, som var inklätt i glaserat kakel, placerat i den norra änden. Här fanns även åtta skafferier, packrum och tre boningsrum för personal. Dessa var grupperade runt två förstugor där trappor av kalksten ledde upp till entrévåningen. Taket var gipstak och golvet bestod av bränd golvsten.
Entrévåningen nådde man utifrån genom dubbla entrédörrar i ek med mässingshandtag. Väl inne möttes man av en förstuga med kalkstensgolv och putsade väggar i vilka sex gipstavlor i basrelief var infattade. Relieferna var avgjutningar gjorda av original av den danske skulptören Thorvaldsen. Från förstugan ledde en bred trappa i kalksten upp till en stor hall med gipstak och kalkstensgolv. Väggarna gavs uttryck med pilastrar och nischer. I övrigt bestod våningen av 13 olika boningsrum, varav ett tillhörde greven.
I den andra våningen, representationsvåningen, låg en centralt placerad salong med kontakt ut till balkongen över entrén. Norr om salongen låg matsalar med tillhörande anrättningsrum och den södra delen utgjordes av grevinnans sovrum med toalettrum (innehållande Helsingborgs första vattenklosett) och förmak samt bibliotek. Tre av rummen hade förgyllda listverk och dörrornament. Den översta våningen bestod av 13 bostadsrum där parets fyra barn hade var sitt och två av rummen tillhörde guvernant respektive lärare. De resterande sju var gästrum. Våningarna förbands med en gjutjärnstrappa i det utbyggda mittpartiet på husets baksida och en spiraltrappa i gjutjärn i byggnadens södra del. En mathiss förband köket med alla de övre våningarna. Byggnaden hyste också under von Essens tid en omfattande konstsamling bestående av 116 tavlor, till största delen arvegods efter hustruns far, envoyén Gotthard Mauritz von Rehausen.
Tomten som tillhörde huset sträckte sig upp på landborgen i öster där det fanns en mindre trädgård med en tillhörande damm, som var en rest från det gamla vallgravssystemet runt stadens befästningar. På denna sidan av tomten låg bland annat stall med plats för fyra hästar, ett ridhus och en byggnad med en stor danssal på övervåningen. I söder på landborgen låg ett åttakantigt lusthus i två våningar.

### Efter von Essen

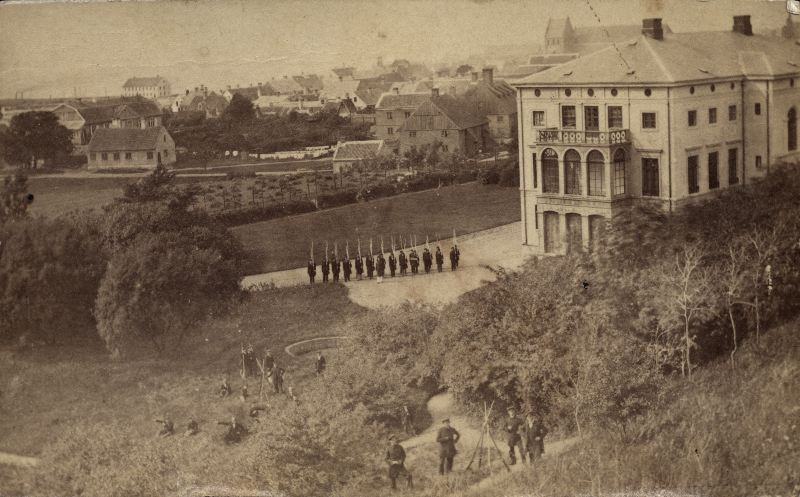
Militärer utanför villan under dess tid som expedition för 1. militärdistriktet.

År 1853 blev von Essen generalmajor och utnämndes till generalbefälhavare för 1. militärdistriktet, som i och med detta flyttade sin expedition till Helsingborg. År 1860 utnämndes von Essen till överhovstallmästare och 1863 begärde han avsked från sin tjänst och drog sig tillbaka till sitt fädernegods, Wiks slott, i Uppland, där han dog 1874. Efter von Essens avsked och flytt 1863 förblev villan i familjens ägo, som hyrde ut byggnaden till von Essens efterträdare som generalbefälhavare och villan var ibland uppdelad mellan flera olika familjer. Dessutom låg 1. militärdistriktets expedition i villan.
Skvadronen ur Skånska husarregementet var sedan 1870-talet inhyst i en provisorisk manskapskasern i Ålgränden i norra Helsingborg. Ett förslag till helt nya kasernbyggnader hade redan tidigare sänts av regementschefen till magistraten i Helsingborg och denna ansökte vid denna tid hos Kunglig Majestät om byggets godkännande. Beslutet dröjde dock, och först 1882 kunde husarregementet flytta in i de nya kasernerna på Söder. Hit flyttade även militärdistriktets expedition.

### I familjen Perssons ägo
År 1883 köptes villan av den förmögne konsuln Nils Persson, som bodde i huset fram till sin död 1916. Persson lät bygga om entrén till byggnaden efter ritning av stadsarkitekten i Helsingborg, Mauritz Frohm, som gav byggnaden dess nuvarande utseende. Man lät även förstora den tredje våningens fönster. En beskrivning av hur husets inredning tedde sig under denna tid ges av Nils Perssons son, Ivar P:son Henning:
| ” | I bottenvåningens södra del inhystes konsulens privata kontor och på våningen ovanför låg Perssons Fosfatfabriks kontor. Föräldrarnas sovrum låg på översta våningen. Inredningen var tidstypisk för det sena 1800-talet med mörka möbler och tyger och trångt inredda rum. Salongen på mellersta våningen var bland annat inredd med möbler av svart päronträ, klädda i rött siden, samt två svarta bord. Där fanns även en mindre soffa med tillhörande fåtölj, båda i blommig sidenklädsel med en bård av blå plysch. Det ursprungliga parkettgolvet täcktes av en stor matta. I den intilliggande matsalen var möblemanget av mörk ek med brun skinnklädsel, där detta förekom. | „ |

Då konsul Persson var en mycket social person användes villan ofta för olika fester och bjudningar. Matsalen kunde rymma 24 personer och man arrangerade gärna baler med en gästlista på upp till 60 personer. Balen hölls då i matsalen, medan serveringen skedde genom en buffé i den mindre matsalen. Den tillhörande trädgården var välutnyttjad och där odlades bland annat vinbär, krusbär, jordgubbar, bigarråer, klarbär, plommon, päron och valnötter. Det fanns även ett drivhus där man odlade vindruvor, fikon och persikor. I trädgården anlades också en tennisbana, som troligen var stadens första.

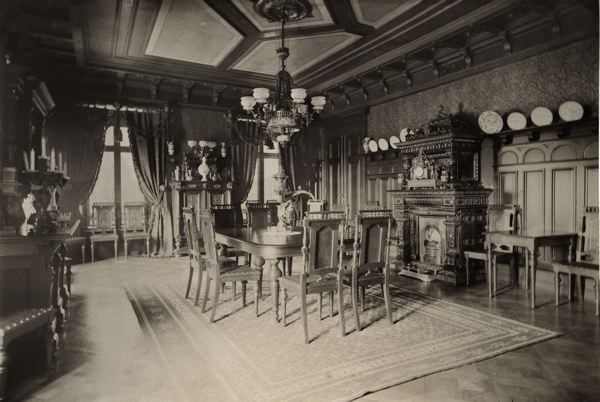
Matsalen
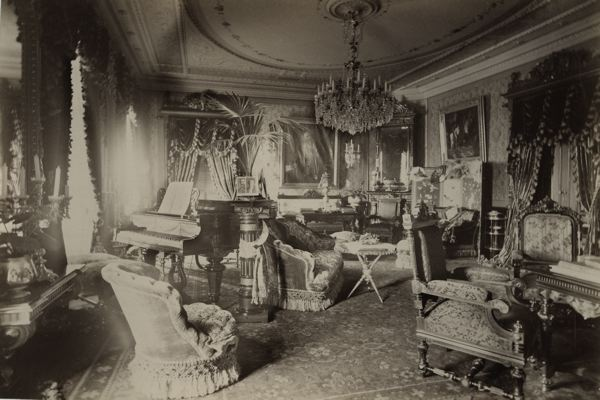
Salong
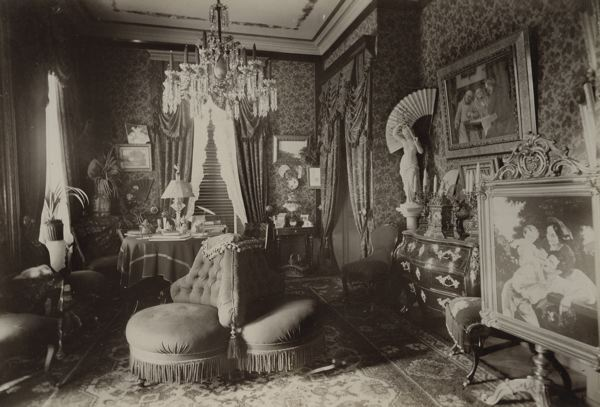
Röda kabinettet
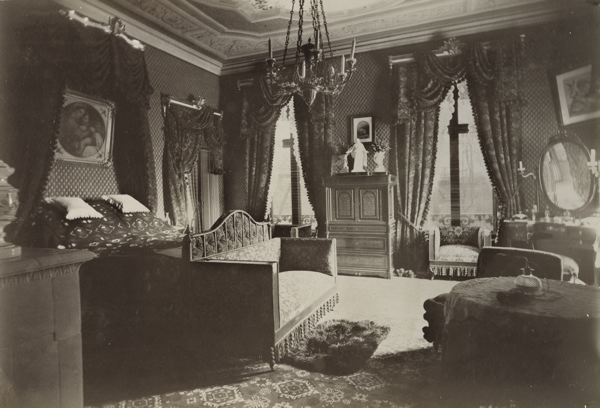
Sängkammare

Efter Perssons död ärvdes byggnaden av dennes son, Ivar P:son Henning. Dennes bidrag till byggnaden var att han lät installera ett flertal anrika Mariebergskakelugnar i huset, då han samlade på sådana. P:son Henning donerade 1923 villan med tillhörande tomt till Helsingborgs stad. I donationshandlingarna uppgav P:son Henning att villan skulle användas för kulturella ändamål och att den borde kallas "Konsul Perssons villa". Trots donationen bodde P:son Henning kvar i byggnaden till 1950, även om byggnaden samtidigt hade andra funktioner. Eftersom P:son Henning var tysk konsul var det tyska konsulatet under 1940-talet inhyst i byggnaden, vilket gjorde att man då kunde se den tyska hakkorsflaggan hänga ovanför villans ingång. Av ekonomibyggnaderna på landborgen finns numera inga kvar. Den sista byggnaden revs runt 1950 i samband med att vårdhemmet Nya Bergaliden uppfördes.

## I Helsingborgs stads ägo och verksamheter i huset genom åren
Samtidigt som P:son Henning fortfarande bodde kvar i villan användes den från 1943 som kontor för Helsingborgs kommunala affärsverk. Eftersom gåvobrevet stipulerade att villan skulle användas för kulturella ändamål föregicks inflyttningen av omförhandlingar av villkoren så att de även tillät förvaltningsändamål. Helsingborgs stad lät efter donationen utnyttja den västligaste delen av villans trädgård för att bredda Södergatan och andra delar för att dra om spårvägsnätet. Man lät även hugga ner sekelgamla träd. Ingreppen gjorde att P:son Henning senare uttryckte viss ånger över donationen. Mellan 1961 och 1980 hyste byggnaden en sjuksköterskeskola, vilket var passande då villan ligger på bekvämligt avstånd från Helsingborgs lasarett uppe på landborgen. Under den första tiden var sjuksköterskeeleverna inhysta på tredje våningen i villan. P:son Henning kom ibland på besök till skolan med sin syster Martha som var utbildad läkare. Efter att sjuksköterskeskolan hade flyttat ut övertogs byggnaden 1980 av den kommunala musikskolan.
När Dunkers kulturhus stod klart 2002 flyttades musikskolan dit och byggnaden stod en tid tom. För att öka stadens attraktivitet som studentstad beslutade Helsingborgs kommun samma år att genomföra en varsam ombyggnad av villan med syftet att upplåta denna till kårverksamheten på Campus Helsingborg. Ombyggnaden genomfördes 2003 och studentverksamheterna flyttade in strax efter. Villan kom att hysa lokaler för Campus Helsingborgs studentföreningar, såsom Stampus, Studentföreningen Agora, Helsingborgsspexet, Ingenjörssektionen, Alumniföreningen MiH Student, FENA (Föreningen för Entreprenörskap och Nyföretagaranda) och studentkören Stämpus. Studentföreningarna hade kontor på tredje våningen och på andra våningen fanns det konferenslokaler. Stampus bedrev nattklubbsverksamhet på bottenvåningen där det också fanns en sittningssal som rymmer 70 gäster; i källaren fanns ett fullt utrustat restaurangkök som användes av Stampus mat- och barlag. På torsdagskvällarna fanns i villan en restaurang, som sedan gick över till pubverksamhet med bar och dansgolv. Villan hyrdes även ut till olika arrangemang, exempelvis konferenser eller fester.
Studentverksamheten kom så småningom att växa sig för stor för villans lokaler och det blev snabbt trångbott. År 2013 hade kyrkofullmäktige i Helsingborgs pastorat beslutat att sälja av 20 procent av sina fastigheter i staden och den första fastigheten att läggas ut var Gustav Adolfs församlingshem vid Furutorpsplatsen på Söder. Detta köptes 2014 upp av Helsingborgs stad i syfte att flytta Campus kårverksamhet dit. Flytten möjliggjorde större lokaler för Campus studenter och koncentrerade samtidigt studentverksamheterna till området kring Furutorpsplatsen eftersom det redan låg flera studentbostäder i området. Kårverksamheten flyttade ut 2016 och därefter genomfördes en genomgående renovering som inkluderade uppfräschning av alla snickerier, restaurering av tak- och väggstuckaturer, samt inventering av byggnadens 100 fönster. I april 2017 flyttade det kommunala bolaget Helsingborgs Arena och Scen AB in i villan. Mellan åren 2017 och 2024 huserade delar det kommunala bolaget Helsingborgs Arena och Scen AB i villan. Bolaget har ansvar för Helsingborgs stadsteater, Helsingborgs konserthus, Helsingborg Arena, Sofiero slott och slottsträdgårdar samt för utomhusscenen Grytan i Slottshagen.  Helsingborgs Arena och Scen har som målsättning att öppna upp villan för scenverksamheter, konserter och seminarier. I november 2017 hölls för första gången arrangemanget Kulturdygnet i villan. Under dygnet hölls filmvisningar av bland annat Charlie Chaplins Diktatorn, Alfred Hitchcocks Psycho och Jan Troells Ingenjör Andrées luftfärd; frågestund med författaren PC Jersild; samtal om Hans Alfredsons betydelse för svenskt kulturliv med skådespelaren Michael Segerström, radioprofilen Kalle Lind och regissören Daniel Alfredson; poesi- och jazzkonsert med skådespelaren Marika Lagercrantz och pianisten Elise Einarsdotter; samt flera andra programpunkter. Arrangemanget blev en stor framgång och återupptogs året därefter då det utökades till tre dagar under namnet "KulturWKND". Tredje upplagan hölls i februari 2020. Helsingborgs Arena och Scen lämnade villan 2024.

## Kulturhistoriskt skydd
Den 18 maj 1966 inkom en förfrågan hos Riksantikvarieämbetet att Konsul Perssons villa skulle klassas som byggnadsminne och efter behandling byggnadsminnesförklarades villan den 16 januari 1967. Skyddsförklaringen stipulerade att byggnaden inte fick flyttas eller ändras exteriört, samt att den ska få löpande underhåll av ägarna. Eftersom denna skyddsförklaring ansågs vara för allmänt hållen beslutades under 2001 att skyddsbestämmelserna för villan skulle ändras för att tydliggöra dess syfte. Samtidigt tog man tillfället i akt att även skydda byggnadens interiör. Liksom de äldre bestämmelserna anger de nya att villan varken får rivas, byggas till eller förändras i exteriören samt att den ska underhållas löpande. Därutöver anger de nya bestämmelserna att inga förändringar får göras i byggnadens stomme eller dess planlösning och inte heller i fasta inredningar som trappor, golv, eldstäder, takmålningar och stuckaturer, dörrar, dörr- och fönsterfoder, lister och paneler. Skyddet utökades också till att gälla villans terrass, samt planteringarna direkt i anknytning till byggnaden. Förutom byggnadsminnesmärkningen ingår byggnaden i riksintresset för Helsingborgs stad, både för kulturmiljövården och naturvården. Den ingår även i området för kulturhistoriskt värdefull miljö enligt Kulturminnesvårdsprogram för Skåne.